# Roxel
Roxel est une entreprise franco-britannique spécialisée dans la propulsion solide et des équipements associés pour tous les types de roquettes et missiles tactiques et de croisière. Il est leader européen dans ce domaine. Le groupe Roxel possède deux filiales : Roxel UK et Roxel France.

## Histoires
Le groupe Roxel a été formé en février 2003 par la fusion de la coentreprise Celerg française avec la British Royal Ordnance Rocket Motors britannique (une division de BAe Systems). Le français Protac a également été acheté en 2008 et a fusionné avec Roxel France.
Roxel devient filiale à 100% de MBDA avec la finalisation du rachat des 50 % des parts détenues auparavant par Safran le 19 décembre 2024.
Depuis janvier 2025, Sylvie Grison est la présidente exécutive de Roxel, présidente de Roxel France et membre du Comité de direction de Roxel (UK Rocket Motor) Ltd. Elle succède à Etienne Galan qui assurait la présidence depuis 2020.

## Sites
Le groupe possède quatre implantations en France (le siège social à Le Plessis-Robinson, et les sites industriels de Saint-Médard-en-Jalles, Le Subdray et La Ferté Saint-Aubin), et une en Angleterre , le site industriel ouvert en 1952 à l'origine sous le nom de Summerfield Research Station (en) , à la périphérie de Kidderminster.

## Produits
Quelques programmes phares que Roxel motorise :
- AASM (Kits de propulsion, armement Air-Sol Modulaire) (Safran)
- MICA (MBDA)
- ASTER (MBDA)
- MISTRAL (MBDA)
- CAMM (MBDA)
- RBS15 (SAAB)
- Roquettes (Thalès)